# Wyrbica (obwód Chaskowo)
Wyrbica (bułg. Върбица) – wieś znajdująca się w południowej Bułgarii, w obwodzie Chaskowo, w gminie Dimitrowgrad.
Wioska położona na drodze krajowej E80 - Chaskowo-Płowdiw.